# Universität für Kunst und Design Cluj-Napoca

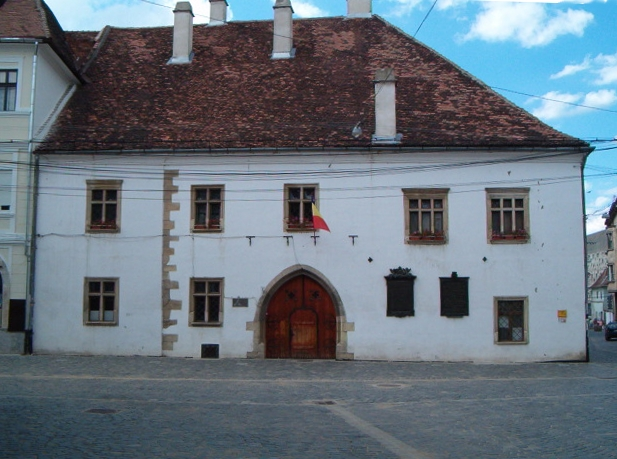
Casa Matei Corvin UAD

Die Universität für Kunst und Design Cluj-Napoca (UAD; rumänisch: Universitatea de Artă și Design, Cluj-Napoca) ist eine staatliche Universität in der rumänischen Stadt Cluj-Napoca (Siebenbürgen).

## Geschichte
Die Universität wurde am 15. November 1926 gegründet. Sie hieß von 1926 bis 1933 Școala de Belle-Arte, von 1950 bis 1990 Institutul de Arte Plastice „Ion Andreescu“, von 1990 bis 2001 Academia de Arte Vizuale „Ion Andreescu“ und seit 2001 Universitatea de Artă și Design Cluj-Napoca.